# 4747 Jujo
4747 Jujo eller 1989 WB är en asteroid i huvudbältet som upptäcktes den 19 november 1989 av de båda japanska astronomerna Seiji Ueda och Hiroshi Kaneda i Kushiro. Den är uppkallad efter Jūjō Paper Industries.
Asteroiden har en diameter på ungefär 13 kilometer och den tillhör asteroidgruppen Eos.